# Ztracená naděje

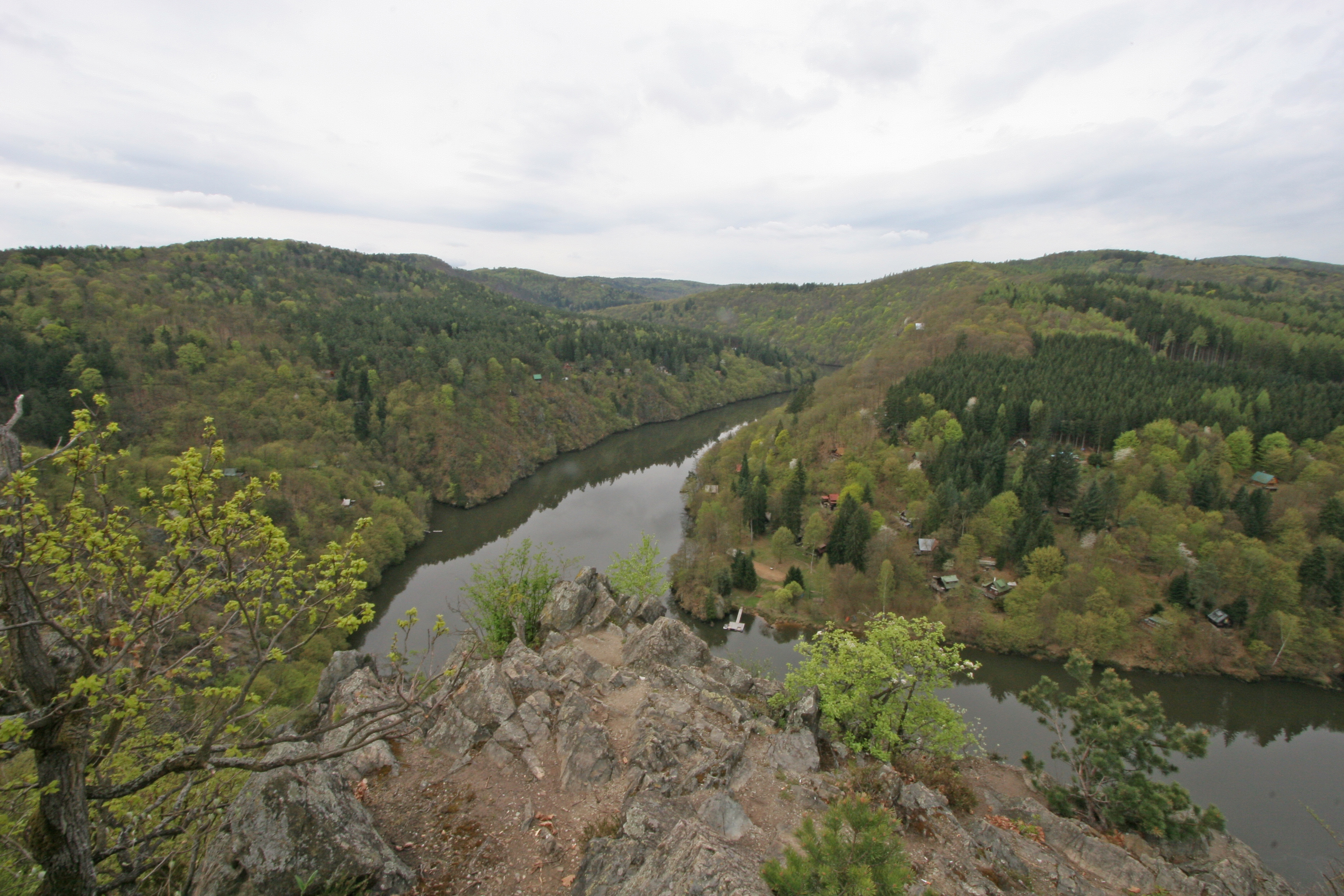
Trampská osada Ztracená naděje ze Smetanovy vyhlídky

Trampská osada Ztracená naděje (též Ztracenka) je jednou z nejstarších trampských osad v České republice.
Počátky této trampské osady sahají dle osadní kroniky do roku 1919, kdy tato osada byla založena v blízkosti jednoho z nejromantičtějších míst vltavského údolí – Svatojánských proudů. Vznikla v místech Roaring Campu (Tábora řvavých), na lesním pozemku Strahovských premonstrátů. Katastrálně přísluší k městysi Štěchovice, okres Praha-západ.
Název osady si tehdejší osadníci zvolili podle tehdy promítané němé filmové kovbojky The Valey of Lost Hope – Údolí ztracené naděje. Mezi nejznámější osadníky patřil trampský textař a skladatel Jarka Mottl, který zde prožil 61 let.
Osada vydávala také svůj časopis Proudník, měsíčník o jediném exempláři. Časopis byl psán na stroji a obsahoval vážné úvahy i satiru.

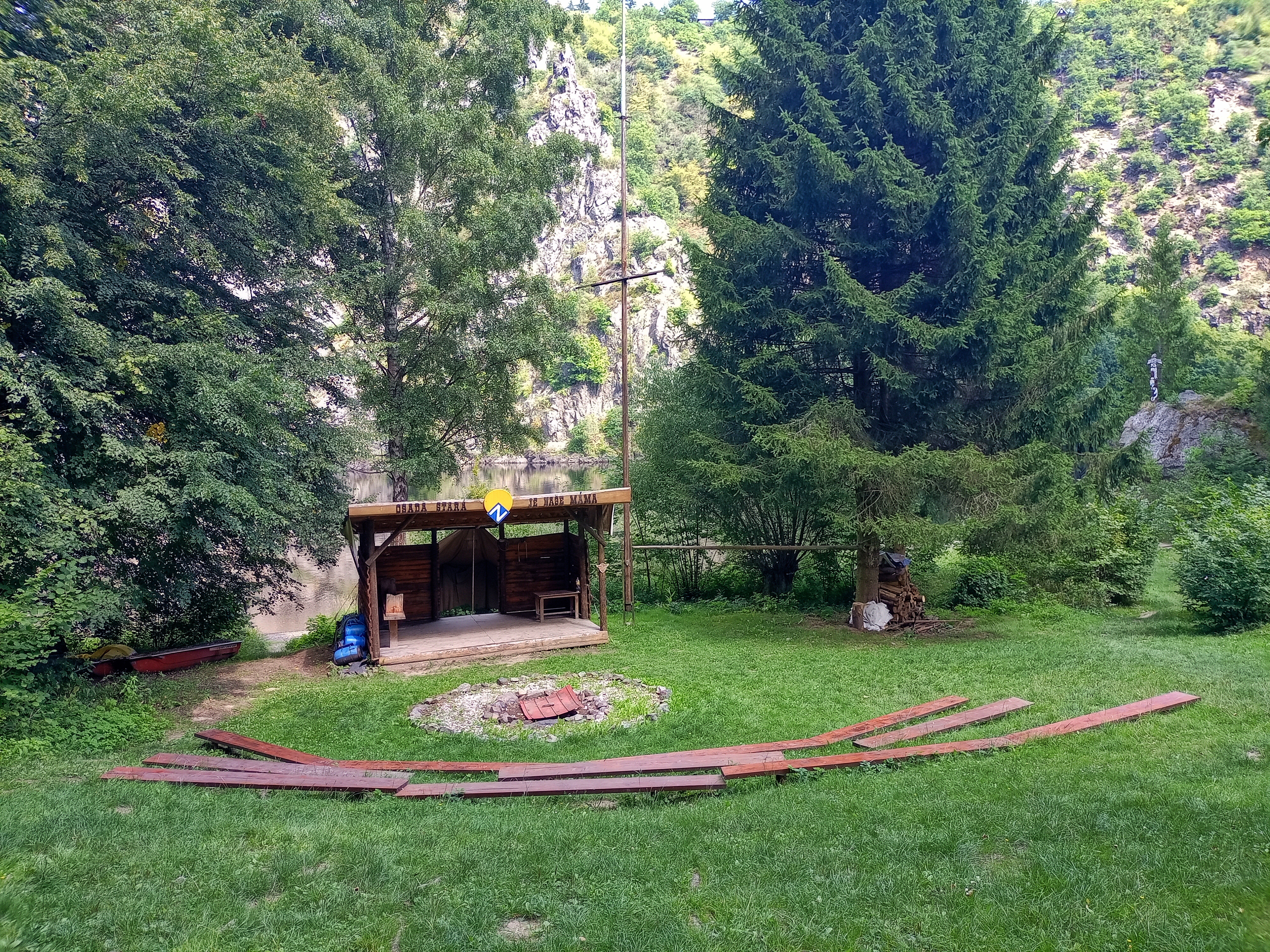
Osadní jeviště

Řeka Vltava zde pod Mravenčí skálou vytvořila písčitou pláž a podél břehů byly na okraji lesa postaveny původní boudy. Tyto boudy byly několikrát zničeny při jarních pohybech ledu a posléze byly v roce 1944 zatopeny vodami Štěchovické přehrady.
Nová osada byla následně vybudována v lese nad zátopovým pásmem. Z původní osady se do dnešních dnů zachoval totem na Mravenčí skále spolu se sloupem s kovovými lipovými lístky se jmény osadníků, kteří již odešli na věčnost.

## Citát
| „             | Osada ZTRACENÁ NADĚJE udávala vždy tón ostatnímu trampingu. Byla a je vzorem toho, jak má vypadat osadní život. Zpočátku se u ohňů četly spisy K. Maye, Londona, později, zásluhou písničkářů, se zpívalo, dále se pořádaly nejrůznější zábavy; vždy plné těžko napodobitelné originality, ať se jednalo o divoký potlach, nebo o maškarní mumraj v lese, taneční věnečky pro změnu v "salónním obleku", opravdové cirkusy nebo improvizované kabarety. | “ |
| — Bob Hurikán | |   |